# Llano Bonito (Costa Rica)
Llano Bonito è un distretto della Costa Rica facente parte del cantone di León Cortés, nella provincia di San José.